# Foradada del Toscar
Foradada del Toscar är en kommun i Spanien.   Den ligger i provinsen Provincia de Huesca och regionen Aragonien, i den nordöstra delen av landet, 400 km nordost om huvudstaden Madrid. Antalet invånare är 208. Arean är 106 kvadratkilometer. Foradada del Toscar gränsar till Valle de Lierp, Isábena, Campo, Valle de Bardají, Graus, Santaliestra y San Quílez, La Fueva och Seira. 
Terrängen i Foradada del Toscar är bergig norrut, men söderut är den kuperad.